# De Grote Prijs Bart Peeters
De Grote Prijs Bart Peeters was een televisieprogramma op de Vlaamse zender TV1.
Het programma liep van 3 december 1999 tot 25 februari 2000 en was een talentenjacht gepresenteerd door Bart Peeters. In de jury zaten Marijn Devalck, Phaedra Hoste, Katrien Palmers en Marcel Vanthilt, elke aflevering aangevuld met een vijfde gastjurylid. De groep Voice Male trad op als huisorkest van het programma. De winnaar werd Kris Struyven.  Tweede werd de toen zestienjarige Amaryllis Uitterlinden die later wel nog opdook, onder meer in een duet met Jan Leyers.